# Akira Yamaoka
Akira Yamaoka (山岡 晃 Yamaoka Akira?, n. 6 februarie, 1968, Niigata, Japonia) este un compozitor de muzică, el ocupându-se în special de crearea de muzică pentru jocuri video. El s-a alăturat companiei Konami pe 21 septembrie 1993.

Este renumit pentru crearea în totalitate a soundtrack-urilor din seria Silent Hill. Muzica și suntele compuse de Yamaoka sunt de obicei melancolice (dark ambient) si de cele mai multe ori nu sunt folosite voci. Începând cu Silent Hill 3, Yamaoka a folosit vocile lui Mary Elizabeth McGlynn si a lui Joe Romersa pentru a crea unele melodii.

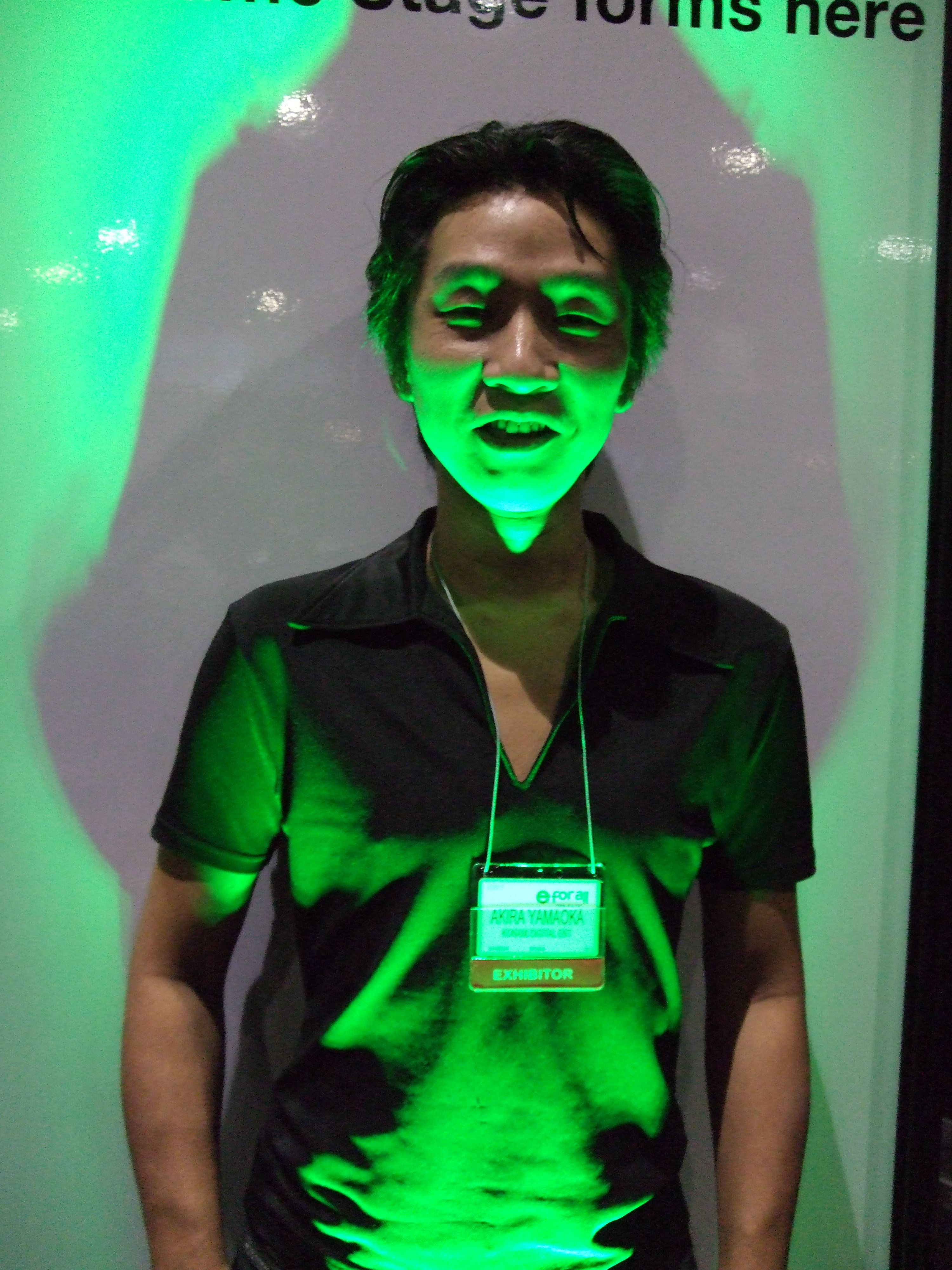
Akira Yamaoka